# Baixo Cotinguiba (tiểu vùng)
Baixo Cotinguiba là một tiểu vùng thuộc bang Sergipe, Brasil. Tiều vùng này có diện tích 742 km², dân số năm 2007 là 76640 người.